# Sępolno Małe
Sępolno Małe – wieś w Polsce położona w województwie zachodniopomorskim, w powiecie szczecineckim, w gminie Biały Bór, 6,5 km na północny zachód od Białego Boru.
We wsi nowy kościół z 1986, obok drewniana dzwonnica z XVIII w., słupowa, kryta gontem. Na skraju przykościelnego placu stał pomnik przyrody - kilkusetletni świerk, który po nawałnicy w 2010 r. został powalony.
Szachulcowy kościół filialny pw. Najświętszego Serca Pana Jezusa z 1693 r., ryglowy, wieża osadzona na nawie. Obiekt zabytkowy – nr rej. 265 z 23.03.1960 r.
3 km na północny zachód, w lesie dwa pomnikowe głazy:
1. 8,6 m obwodu, 1,0 m wysokości
2. 10,2 m obwodu, 1,3 m wysokości

2,5 km na południe, przy drodze krajowej nr 23 rezerwat przyrody "Jezioro Głębokie".
3,5 km na zachód rezerwaty przyrody: "Jezioro Piekiełko" i "Jezioro Szare".
W latach 1975–1998 wieś należała do woj. koszalińskiego.
Inne miejscowości o nazwie Sępolno: Sępolno, Sępolno Wielkie